# Мамликасы
Мамликасы́ (чув. Мамликасси) — деревня в Цивильском районе Чувашской Республики. Входит в состав Малоянгорчинского сельского поселения.

## География
Находится в северной части Чувашии на расстоянии приблизительно 15 км на запад-северо-запад по прямой от районного центра города Цивильск.

## История
Известна с 1858 года как околоток деревни Чебаева (ныне Синьялы). Число дворов и жителей: в 1858—184 жителя, в 1897—274, в 1926 — 73 двора, 305 жителей, 1939—391 житель, в 1979—265. В 2002 году было 54 двора, в 2010 — 56 домохозяйств. В период коллективизации был образован колхоз «Парижская коммуна», в 2010 году действовал СХПК «Гвардия».
.

## Население
Постоянное население составляло 107 человек (чуваши 95 %) в 2002 году, 109 в 2010.